# Aderus soarezicus
Aderus soarezicus é uma espécie de inseto besouro da família Aderidae. Foi descrita cientificamente por Maurice Pic em 1898.

## Distribuição geográfica
Habita em Madagascar.